# Leizu
Leizu (嫘祖,  Léizǔ) oder Cangu (蠶姑 / 蚕姑,  Cángū) ist in der chinesischen Mythologie die Frau bzw. Konkubine Huangdis, des Gelben Kaisers. Auch sie gilt als eine große Erfinderin. 
Sie wird als „Cangu-Göttin“ bzw. „Seidenraupengöttin“ (蚕姑圣母,  Cángū shèngmǔ) verehrt. Die Nützlichkeit der ursprünglich wild lebenden Seidenraupe war den Menschen zunächst nicht bekannt. Leizu lehrte sie, die Seidenraupe zu züchten, Seidenfäden von den Kokons abzuhaspeln und Seide zu weben. Von da an entstand in China die Seidenkultur. 
Der Kult der Seidenraupenmutter ist noch heute im Gebiet von Baoding in der Provinz Hebei anzutreffen. Der „Cangu-nainai-Tempel“ (Cangu ta  蚕姑坨 bzw. Cangu nainai miao 蚕姑奶奶庙) im Kreis Yi wurde in der Zeit der Nördlichen Wei-Dynastie erbaut. Er liegt an der Nordseite des Langya Shan (狼牙山). 